# 淀江城
淀江城（よどえじょう）は、鳥取県米子市淀江町淀江にあった日本の城。JR淀江駅前付近が城跡である。

## 概要
大永4年（1524年）、大永の五月崩れにより山名守行のいた当城も落城し、尼子氏領となる。その後毛利氏領となったが、永禄12年（1569年）、山中幸盛らが尼子氏再興の旗揚げをすると稲吉城、末吉城とともに、その拠点となった。しかし、天正4年（1576年）、尼子氏残党は伯耆・因幡国から一掃され、淀江城も廃城となった。
城跡は小高い丘であったが、淀江駅建設のために削平された。わずかに堀、御屋敷、などの字名にその名残を残す。